# G1 CLIMAX
G1 CLIMAX（ジーワン・クライマックス）は、新日本プロレスが主催しているヘビー級選手によるリーグ戦。最大級の大会で「真夏の祭典（まなつのさいてん）」として全国的に知られている。

## 概要
新日本プロレスにおいては、歴代のリーグ戦として1978年からのMSGシリーズ→IWGPリーグ戦が行われていたが、IWGPが新日本の旗艦タイトルとなった1988年以後、大規模なリーグ戦形式のサーキットが行われてこなかった。
発案者は当時社長だった坂口征二で、「G1」は競馬ファンとしても知られる坂口が競馬のGIレースから取って名づけている。当時新日本のリングアナウンサーだった田中ケロは後にTwitterで、自身がG1と名付け、クライマックスを付けたのは先輩リングアナだった倍賞鉄夫であることを証言している。
1991年に第1回大会が開催され、毎年8月上旬頃に開催されている（2014年以降は7月中旬から開催）。当初こそ数日間の開催であったが近年では大会期間が約4週間程と長くなっており、業界の現状から「プロレス界で最も長く過酷なリーグ戦」との呼び声も高い。試合会場は愛知県体育館、大阪府立体育会館など、普段ビッグマッチでも使用する大中規模会場が選ばれ、優勝決定戦には国技館を使用するのが恒例となっている。ただし、2014年には、西武ドームでの優勝決定戦となった。また2018年と19年は国技館が改修工事のため日本武道館で開催。また2019年はアメリカ・ダラスで開幕戦を行った。なお、1993年から1998年までは国技館だけで行われた。
基本的にはヘビー級、ジュニアヘビー級を問わず、新日本プロレス最強の選手を決定する大会だが、外国人選手や他団体の選手が参加することもある。
大会形式には以下の3通りがあり、年によって方式が異なる。
- トーナメント方式（1992年、1993年、1997年、1998年）
  - 2005年から「NEW JAPAN CUP」が開催されるようになった為、トーナメント方式の大会はそちらへ受け継がれた。
- リーグ戦+優勝戦（1991年、1994年、1996年、1999年、2008年、2010年 - 2021年）
  - AとBの2ブロックに分かれて総当たりのリーグ戦（20分1本勝負）を行い、各ブロックの最高得点（勝：2点、引分：1点、負：0点）の選手2人が優勝決定戦（時間無制限）で最強者を決定する。
- リーグ戦＋決勝トーナメント（1995年、2000年 - 2007年、2009年、2022年 - ）
  - AとBの各ブロックで総当たりのリーグ戦を行い、得点が1位、2位の選手が決勝トーナメントに進出して最強者を決定する。
  - 2022年は、大会創設以来過去最多となる28選手が参加し、1組あたり7選手×4組の総当たり（6試合）を行い、各組1位の4人で決勝トーナメントを行い最強者を決める。2023年はさらに32選手に拡大し、8選手×4組の総当たり→各組上位2名の決勝トーナメントを行う。
  - 2024年は参加を20選手に縮小。10選手×2組の総当たり戦後、上位各3人によるステップラダー形式の決勝トーナメントを行う。2024年はトーナメントは優勝戦まで同一ブロック内での対戦（3位×2位→勝者×1位→優勝戦）だったが、2025年は2位が別組の3位、1位との対戦になるように振られている。

最高得点者が同点だった場合は進出者決定戦、リーグ戦での直接対決により順位、決勝進出者を決めるなどで対応している。以下に主な例外を挙げる。
- 1995年：同点者が出た場合は勝ち試合のタイムが短い選手が上位となった。Aブロックでは2位争いとなった蝶野とリック・フレアーが勝点で並んだ為（ともに1勝1敗1分）、勝ちタイムの短かった蝶野が決勝トーナメントへ進出した。
- 1999年：最終日にリーグ戦が終了した時点でAブロックの武藤敬司と永田裕志が同点だったため、決勝進出決定戦で勝利した武藤が1位として優勝決定戦に進出。最終日に1日に3試合を行った。
- 2000年：4ブロックでリーグ戦が開催され、各ブロックの1位の選手が決勝トーナメントに進出した。
- 2001年：日本人選手だけの参加となったので、9月に「G1 WORLD」と銘打って外国人選手参加で行われ、優勝者同士で真王者決定戦を行う予定だったが、フライが直後に出場したPRIDE.16で負傷、延期となっていたが、現在まで実現されていない。
- 2004年：各ブロックの3位までが決勝トーナメントに進出する方式だったが、Aブロックの最高得点者が6人いたため、6人の直接対決と進出者決定戦により、柴田勝頼が1位、天龍源一郎が2位、中邑真輔が3位で進出した。
- 2009年：Aブロックの田中将斗、真壁刀義、棚橋弘至3人が勝ち点7で並んだが、田中は両選手に負け棚橋と真壁は引き分けだったため棚橋と真壁が同率1位となり、コイントスで1位2位が決められた。

優勝者には表彰状、優勝旗、トロフィーが授与される。また、優勝者がIWGPヘビー級王者やIWGP世界ヘビー級王者ではない場合、大会終了後に王座挑戦を表明することが慣例となっている（2012年〜2022年は王座挑戦の意思を示した上で、後述する「挑戦権利証」が渡される）。王者として優勝したのは、武藤敬司と佐々木健介の2人だけで、武藤はグレート・ムタ（1997年）、健介はパワー・ウォリアー（1994年）として出場経験がある。
G1とチャンピオン・カーニバルの両方を制したのは、武藤（2002年、2004年、2007年）、小島（2003年）、健介（2005年）、永田（2011年）の4人である。永田は2013年にノアのグローバル・リーグ戦も制しており、現時点で唯一メジャー3団体のヘビー級リーグ戦を全て制している。

### 特別協賛スポンサー
正式大会名は2010年が「Powered by HEIWA」、2011年が「ブシロードPresents」、2012年から2016年は「バディファイト Presents」、2017年「ローソンチケット Presents」、2018年「戦国炎舞 - KIZNA Presents」、2019年「HEIWA Presents 」、2020年「レック Presents 」、2022年「新日本プロレスSTRONG SPIRITS Presents」、2023年 - 2024年度は「ヤマダインフラテクノスPresents」と冠スポンサー名が頭につく。

## 歴代優勝者
| 回     | 優勝者 準優勝者 | 出場者 |
| ------ | --- | --- |
| 第1回  | 蝶野正洋 | - A：武藤敬司、藤波辰爾、スコット・ノートン、ビッグバン・ベイダー - B：蝶野正洋、橋本真也、クラッシャー・バンバン・ビガロ、長州力 |
| 第1回  | 武藤敬司 | - A：武藤敬司、藤波辰爾、スコット・ノートン、ビッグバン・ベイダー - B：蝶野正洋、橋本真也、クラッシャー・バンバン・ビガロ、長州力 |
| 第1回  | - 1991年8月7日 - 11日 - 8選手による2ブロック・リーグ戦で開催。蝶野が「1・2・3、ダァーッ!」で締め、闘魂三銃士が上位を独占した。 | |
| 第2回  | 蝶野正洋 | 蝶野正洋、リック・ルード、アーン・アンダーソン、スティーブ・オースチン、武藤敬司、バリー・ウインダム、トニー・ホーム、クラッシャー・バンバン・ビガロ、スコット・ノートン、佐々木健介、ジム・ナイドハート、馳浩、テリー・テイラー、橋本真也、ザ・バーバリアン、スーパー・ストロング・マシン |
| 第2回  | リック・ルード | 蝶野正洋、リック・ルード、アーン・アンダーソン、スティーブ・オースチン、武藤敬司、バリー・ウインダム、トニー・ホーム、クラッシャー・バンバン・ビガロ、スコット・ノートン、佐々木健介、ジム・ナイドハート、馳浩、テリー・テイラー、橋本真也、ザ・バーバリアン、スーパー・ストロング・マシン |
| 第2回  | - 1992年8月6日 - 11日 - 16選手によるトーナメントで開催。蝶野が優勝と同時に第79代NWA王者となった。 | |
| 第3回  | 藤波辰爾 | 藤波辰爾、馳浩、橋本真也、小原道由、木村健悟、飯塚孝之、冬木弘道、阿修羅・原、蝶野正洋、藤原喜明、木戸修、石川敬士、越中詩郎、スーパー・ストロング・マシン、武藤敬司、ザ・グレート・カブキ |
| 第3回  | 馳浩 | 藤波辰爾、馳浩、橋本真也、小原道由、木村健悟、飯塚孝之、冬木弘道、阿修羅・原、蝶野正洋、藤原喜明、木戸修、石川敬士、越中詩郎、スーパー・ストロング・マシン、武藤敬司、ザ・グレート・カブキ |
| 第3回  | - 1993年8月2日 - 8日 - 日本人16選手によるトーナメントで開催された。トーナメント開催日は3日 - 7日。両国国技館7連戦。 | |
| 第4回  | 蝶野正洋 | - A：蝶野正洋、長州力、武藤敬司、藤原喜明、谷津嘉章、木戸修 - B：パワー・ウォリアー、藤波辰爾、橋本真也、馳浩、越中詩郎、飯塚孝之 |
| 第4回  | パワー・ウォリアー | - A：蝶野正洋、長州力、武藤敬司、藤原喜明、谷津嘉章、木戸修 - B：パワー・ウォリアー、藤波辰爾、橋本真也、馳浩、越中詩郎、飯塚孝之 |
| 第4回  | - 1994年8月3日 - 7日 - 日本人12選手による2ブロック・リーグ戦で開催された。大会終了後、蝶野が武闘派転向を宣言した。両国国技館5連戦。 | |
| 第5回  | 武藤敬司 | - A：武藤敬司、蝶野正洋、リック・フレアー、越中詩郎 - B：橋本真也、スコット・ノートン、佐々木健介、天山広吉 |
| 第5回  | 橋本真也 | - A：武藤敬司、蝶野正洋、リック・フレアー、越中詩郎 - B：橋本真也、スコット・ノートン、佐々木健介、天山広吉 |
| 第5回  | - 1995年8月11日 - 15日 - 8選手による2ブロック・リーグ戦＋決勝トーナメントで開催。武藤が史上初、IWGP王者としてG1制覇（同時に2冠達成）。同点者が出た場合は勝ち試合のタイムが短い選手が上位となる。両国国技館5連戦。 | |
| 第6回  | 長州力 | - A：長州力、佐々木健介、天山広吉、橋本真也、平田淳嗣 - B：蝶野正洋、武藤敬司、越中詩郎、山崎一夫、小島聡 |
| 第6回  | 蝶野正洋 | - A：長州力、佐々木健介、天山広吉、橋本真也、平田淳嗣 - B：蝶野正洋、武藤敬司、越中詩郎、山崎一夫、小島聡 |
| 第6回  | - 1996年8月2日 - 6日 - 日本人10選手による2ブロック・リーグ戦で開催。優勝賞金が500万円から1,000万円になり、長州が平田淳嗣の負傷欠場による不戦勝を含めて全勝で優勝した。両国国技館5連戦。 | |
| 第7回  | 佐々木健介 | 佐々木健介、蝶野正洋、小原道由、橋本真也、山崎一夫、小島聡、ロード・スティーブン・リーガル、安田忠夫、天山広吉、スコット・ノートン、平田淳嗣、中西学、グレート・ムタ、バフ・バグウェル |
| 第7回  | 天山広吉 | 佐々木健介、蝶野正洋、小原道由、橋本真也、山崎一夫、小島聡、ロード・スティーブン・リーガル、安田忠夫、天山広吉、スコット・ノートン、平田淳嗣、中西学、グレート・ムタ、バフ・バグウェル |
| 第7回  | - 1997年8月1日 - 3日 - 14選手によるトーナメントで開催された。新日本 vs nWo がテーマ両国国技館3連戦。健介はG1初制覇。 | |
| 第8回  | 橋本真也 | 橋本真也、山崎一夫、蝶野正洋、中西学、越中詩郎、西村修、小原道由、佐々木健介、藤波辰爾、天山広吉、小島聡、ビッグ・タイトン、安田忠夫、天龍源一郎、武藤敬司、後藤達俊 |
| 第8回  | 山崎一夫 | 橋本真也、山崎一夫、蝶野正洋、中西学、越中詩郎、西村修、小原道由、佐々木健介、藤波辰爾、天山広吉、小島聡、ビッグ・タイトン、安田忠夫、天龍源一郎、武藤敬司、後藤達俊 |
| 第8回  | - 1998年7月31日 - 8月2日 - 16選手によるトーナメントで開催、橋本が8度目の出場で初優勝を飾った。両国国技館3連戦。 | |
| 第9回  | 中西学 | - A：武藤敬司、永田裕志、藤波辰爾、佐々木健介、小島聡、安田忠夫 - B：中西学、蝶野正洋、越中詩郎、天山広吉、橋本真也、山崎一夫 |
| 第9回  | 武藤敬司 | - A：武藤敬司、永田裕志、藤波辰爾、佐々木健介、小島聡、安田忠夫 - B：中西学、蝶野正洋、越中詩郎、天山広吉、橋本真也、山崎一夫 |
| 第9回  | - 1999年8月10日 - 15日 - 日本人12選手による2ブロック・リーグ戦で開催された。武藤の場合、最終日に1日3試合を行った。優勝決定戦では中西が武藤を破り、G1初制覇した。 | |
| 第10回 | 佐々木健介 | - A：藤波辰爾、飯塚高史、永田裕志、後藤達俊、獣神サンダー・ライガー - B：佐々木健介、木戸修、ブライアン・ジョンストン、小島聡、ヒロ斉藤 - C：中西学、安田忠夫、西村修、天山広吉、鈴木健想 - D：蝶野正洋、越中詩郎、平田淳嗣、吉江豊、高岩竜一 |
| 第10回 | 中西学 | - A：藤波辰爾、飯塚高史、永田裕志、後藤達俊、獣神サンダー・ライガー - B：佐々木健介、木戸修、ブライアン・ジョンストン、小島聡、ヒロ斉藤 - C：中西学、安田忠夫、西村修、天山広吉、鈴木健想 - D：蝶野正洋、越中詩郎、平田淳嗣、吉江豊、高岩竜一 |
| 第10回 | - 2000年8月7日 - 13日 - 20選手による4ブロック・リーグ戦＋決勝トーナメントで開催され、健介がIWGP王者としてG1制覇（2冠達成）。Jrヘビー級の選手が初めて参加した。 | |
| 第11回 | 永田裕志 | - A：永田裕志、藤波辰爾、中西学、田中稔、安田忠夫、村上和成 - B：武藤敬司、蝶野正洋、天山広吉、小島聡、西村修、獣神サンダー・ライガー |
| 第11回 | 武藤敬司 | - A：永田裕志、藤波辰爾、中西学、田中稔、安田忠夫、村上和成 - B：武藤敬司、蝶野正洋、天山広吉、小島聡、西村修、獣神サンダー・ライガー |
| 第11回 | - 2001年8月4日 - 12日 - 日本人12選手による2ブロック・リーグ戦＋決勝トーナメントで開催。優勝トロフィーが一新された。9月には外国人選手参加の「G1 WORLD」が開催された（優勝＝ドン・フライ、準優勝＝スコット・ノートン）。永田がG1を初制覇した。 | |
| 第12回 | 蝶野正洋 | - A：高山善廣、佐々木健介、越中詩郎、吉江豊、棚橋弘至、天山広吉 - B：蝶野正洋、永田裕志、中西学、西村修、鈴木健想、安田忠夫 |
| 第12回 | 高山善廣 | - A：高山善廣、佐々木健介、越中詩郎、吉江豊、棚橋弘至、天山広吉 - B：蝶野正洋、永田裕志、中西学、西村修、鈴木健想、安田忠夫 |
| 第12回 | - 2002年8月3日 - 11日 - 日本人12選手による2ブロック・リーグ戦＋決勝トーナメントで開催された。「新日本vs外敵」がテーマ。 | |
| 第13回 | 天山広吉 | - A：天山広吉、秋山準、蝶野正洋、西村修、棚橋弘至、中西学 - B：永田裕志、高山善廣、吉江豊、中邑真輔、安田忠夫、柴田勝頼 |
| 第13回 | 秋山準 | - A：天山広吉、秋山準、蝶野正洋、西村修、棚橋弘至、中西学 - B：永田裕志、高山善廣、吉江豊、中邑真輔、安田忠夫、柴田勝頼 |
| 第13回 | - 2003年8月10日 - 17日 - 日本人12選手による2ブロック・リーグ戦＋決勝トーナメントで開催。プロレスリング・ノアから秋山準が出場した。優勝決定戦では天山が秋山を下し、初優勝を果たした。 | |
| 第14回 | 天山広吉 | - A：永田裕志、中邑真輔、ブルー・ウルフ、蝶野正洋、柴田勝頼、天龍源一郎、吉江豊、鈴木みのる - B：天山広吉、棚橋弘至、西村修、金本浩二、中西学、真壁刀義、高山善廣、佐々木健介 |
| 第14回 | 棚橋弘至 | - A：永田裕志、中邑真輔、ブルー・ウルフ、蝶野正洋、柴田勝頼、天龍源一郎、吉江豊、鈴木みのる - B：天山広吉、棚橋弘至、西村修、金本浩二、中西学、真壁刀義、高山善廣、佐々木健介 |
| 第14回 | - 2004年8月7日 - 15日 開幕は相模原。 - 16選手による2ブロック・リーグ戦＋決勝トーナメントで開催。天山が史上2人目の連覇を果たし、新闘魂三銃士を3タテして達成した。 | |
| 第15回 | 蝶野正洋 | - A：蝶野正洋、天山広吉、藤波辰爾、永田裕志、西村修、鈴木みのる、川田利明、ケンドー・カシン - B：藤田和之、棚橋弘至、中西学、中邑真輔、真壁刀義、吉江豊、矢野通、後藤達俊 |
| 第15回 | 藤田和之 | - A：蝶野正洋、天山広吉、藤波辰爾、永田裕志、西村修、鈴木みのる、川田利明、ケンドー・カシン - B：藤田和之、棚橋弘至、中西学、中邑真輔、真壁刀義、吉江豊、矢野通、後藤達俊 |
| 第15回 | - 2005年8月4日 - 14日 - 日本人16選手による2ブロック・リーグ戦＋決勝トーナメントで開催、蝶野が史上最多5回目の優勝を飾った。 | |
| 第16回 | 天山広吉 | - A：小島聡、棚橋弘至、中西学、ジャイアント・バーナード、獣神サンダー・ライガー - B：天山広吉、永田裕志、真壁刀義、金本浩二、山本尚史 |
| 第16回 | 小島聡 | - A：小島聡、棚橋弘至、中西学、ジャイアント・バーナード、獣神サンダー・ライガー - B：天山広吉、永田裕志、真壁刀義、金本浩二、山本尚史 |
| 第16回 | - 2006年8月6日 - 14日 - 10選手による2ブロック・リーグ戦＋決勝トーナメントで開催。天山が史上初の全勝優勝を達成した（※長州も過去に全勝優勝しているので実質的には2人目だが、不戦勝による勝利が含まれているため試合を勝利で消化しての全勝は天山が史上初となった）。最終日は超満員札止めにはならず。 | |
| 第17回 | 棚橋弘至 | - A：永田裕志、蝶野正洋、ジャイアント・バーナード、曙、天山広吉、真壁刀義 - B：棚橋弘至、中西学、中邑真輔、越中詩郎、矢野通、ミラノコレクションA.T. |
| 第17回 | 永田裕志 | - A：永田裕志、蝶野正洋、ジャイアント・バーナード、曙、天山広吉、真壁刀義 - B：棚橋弘至、中西学、中邑真輔、越中詩郎、矢野通、ミラノコレクションA.T. |
| 第17回 | - 2007年8月5日 - 12日 - 12選手による2ブロック・リーグ戦＋決勝トーナメントで開催。最終日は超満員札止めにならず。棚橋が初優勝を飾った。 | |
| 第18回 | 後藤洋央紀 | - A：真壁刀義、棚橋弘至、中西学、井上亘、ジャイアント・バーナード、小島聡、大谷晋二郎 - B：後藤洋央紀、天山広吉、永田裕志、中邑真輔、矢野通、川田利明、吉江豊 |
| 第18回 | 真壁刀義 | - A：真壁刀義、棚橋弘至、中西学、井上亘、ジャイアント・バーナード、小島聡、大谷晋二郎 - B：後藤洋央紀、天山広吉、永田裕志、中邑真輔、矢野通、川田利明、吉江豊 |
| 第18回 | - 2008年8月9日 - 17日 - 14選手による2ブロック・リーグ戦で開催。後藤が初出場で初優勝を飾った。最終日で3年ぶり超満員札止めを記録。 | |
| 第19回 | 真壁刀義 | - A：真壁刀義、棚橋弘至、矢野通、ジャイアント・バーナード、田中将斗、大森隆男、TAJIRI - B：中邑真輔、天山広吉、永田裕志、中西学、後藤洋央紀、飯塚高史、杉浦貴 |
| 第19回 | 中邑真輔 | - A：真壁刀義、棚橋弘至、矢野通、ジャイアント・バーナード、田中将斗、大森隆男、TAJIRI - B：中邑真輔、天山広吉、永田裕志、中西学、後藤洋央紀、飯塚高史、杉浦貴 |
| 第19回 | - 2009年8月7日 - 16日 - 14選手による2ブロック・リーグ戦＋決勝トーナメントで開催された。最終日は超満員札止めにならず。優勝決定戦では真壁が中邑を破り、G1初制覇を決めた。 | |
| 第20回 | 小島聡 | - A：棚橋弘至、真壁刀義、中西学、カール・アンダーソン、矢野通、内藤哲也、プリンス・デヴィット、ストロングマン - B：小島聡、後藤洋央紀、永田裕志、井上亘、ジャイアント・バーナード、中邑真輔、高橋裕二郎、潮崎豪 |
| 第20回 | 棚橋弘至 | - A：棚橋弘至、真壁刀義、中西学、カール・アンダーソン、矢野通、内藤哲也、プリンス・デヴィット、ストロングマン - B：小島聡、後藤洋央紀、永田裕志、井上亘、ジャイアント・バーナード、中邑真輔、高橋裕二郎、潮崎豪 |
| 第20回 | - 2010年8月6日 - 15日 - 16選手による2ブロック・リーグ戦で開催。新日本プロレス所属選手以外（当時）の優勝は史上初となった。チャンピオン・カーニバルとG1の両制覇は史上3人目。出場予定であった丸藤正道が開催目前にケガのためプリンス・デヴィットが出場した。最終日は、超満員札止めにならなかった。 | |
| 第21回 | 中邑真輔 | - A：内藤哲也、棚橋弘至、真壁刀義、永田裕志、矢野通、高橋裕二郎、ヒデオ・サイトー、ジャイアント・バーナード、ランス・アーチャー、高山善廣 - B：中邑真輔、天山広吉、井上亘、後藤洋央紀、カール・アンダーソン、MVP、ストロングマン、ラ・ソンブラ、小島聡、鈴木みのる |
| 第21回 | 内藤哲也 | - A：内藤哲也、棚橋弘至、真壁刀義、永田裕志、矢野通、高橋裕二郎、ヒデオ・サイトー、ジャイアント・バーナード、ランス・アーチャー、高山善廣 - B：中邑真輔、天山広吉、井上亘、後藤洋央紀、カール・アンダーソン、MVP、ストロングマン、ラ・ソンブラ、小島聡、鈴木みのる |
| 第21回 | - 2011年8月1日 - 14日 - 20選手による2ブロック・リーグ戦で開催。中邑が8度目の出場で初優勝となった。最終日に3年ぶり超満員札止め。 | |
| 第22回 | オカダ・カズチカ | - A：棚橋弘至、永田裕志、小島聡、カール・アンダーソン、矢野通、高橋裕二郎、鈴木みのる、丸藤正道、シェルトン・ベンジャミン - B：真壁刀義、天山広吉、後藤洋央紀、内藤哲也、MVP、中邑真輔、オカダ・カズチカ、ランス・アーチャー、ルーシュ |
| 第22回 | カール・アンダーソン | - A：棚橋弘至、永田裕志、小島聡、カール・アンダーソン、矢野通、高橋裕二郎、鈴木みのる、丸藤正道、シェルトン・ベンジャミン - B：真壁刀義、天山広吉、後藤洋央紀、内藤哲也、MVP、中邑真輔、オカダ・カズチカ、ランス・アーチャー、ルーシュ |
| 第22回 | - 2012年8月1日 - 12日 - 18選手による2ブロック・リーグ戦で開催。オカダが初出場で初優勝、蝶野の記録（27歳11か月）を上回り、最年少優勝記録を更新した。 | |
| 第23回 | 内藤哲也 | - A：棚橋弘至、真壁刀義、後藤洋央紀、小島聡、オカダ・カズチカ、石井智宏、ランス・アーチャー、デイビーボーイ・スミスJr.、プリンス・デヴィット、柴田勝頼 - B：天山広吉、永田裕志、内藤哲也、中邑真輔、矢野通、高橋裕二郎、鈴木みのる、シェルトン・X・ベンジャミン、カール・アンダーソン、飯伏幸太 |
| 第23回 | 棚橋弘至 | - A：棚橋弘至、真壁刀義、後藤洋央紀、小島聡、オカダ・カズチカ、石井智宏、ランス・アーチャー、デイビーボーイ・スミスJr.、プリンス・デヴィット、柴田勝頼 - B：天山広吉、永田裕志、内藤哲也、中邑真輔、矢野通、高橋裕二郎、鈴木みのる、シェルトン・X・ベンジャミン、カール・アンダーソン、飯伏幸太 |
| 第23回 | - 2013年8月1日 - 11日 - 20選手による2ブロック・リーグ戦で開催され、後藤が「右下顎骨骨折」、天山が「肋骨骨折」により残り3試合を負傷欠場した。内藤が4度目の出場で初優勝を飾った。 | |
| 第24回 | オカダ・カズチカ | - A：棚橋弘至、小島聡、永田裕志、飯伏幸太→本間朋晃、柴田勝頼、中邑真輔、石井智宏、シェルトン・X・ベンジャミン、デイビーボーイ・スミスJr.、ドク・ギャローズ、バッドラック・ファレ - B：真壁刀義、後藤洋央紀、内藤哲也、天山広吉、オカダ・カズチカ、矢野通、鈴木みのる、ランス・アーチャー、AJスタイルズ、高橋裕二郎、カール・アンダーソン |
| 第24回 | 中邑真輔 | - A：棚橋弘至、小島聡、永田裕志、飯伏幸太→本間朋晃、柴田勝頼、中邑真輔、石井智宏、シェルトン・X・ベンジャミン、デイビーボーイ・スミスJr.、ドク・ギャローズ、バッドラック・ファレ - B：真壁刀義、後藤洋央紀、内藤哲也、天山広吉、オカダ・カズチカ、矢野通、鈴木みのる、ランス・アーチャー、AJスタイルズ、高橋裕二郎、カール・アンダーソン |
| 第24回 | - 2014年7月21日 - 8月10日 - 22名による2ブロック・リーグ戦で7月から開催され、国技館が全国高等学校相撲選手権大会会場のため優勝戦は西武ドームで行われた。なお、出場予定であった飯伏が開催目前に脳震盪による後遺症のため欠場となり、本間が代替出場した。オカダが2年ぶり2度目の優勝を飾った。 | |
| 第25回 | 棚橋弘至 | - A：棚橋弘至、真壁刀義、天山広吉、柴田勝頼、内藤哲也、飯伏幸太、矢野通、AJスタイルズ、ドク・ギャローズ、バッドラック・ファレ - B：後藤洋央紀、永田裕志、小島聡、本間朋晃、オカダ・カズチカ、中邑真輔、石井智宏、カール・アンダーソン、高橋裕二郎、マイケル・エルガン |
| 第25回 | 中邑真輔 | - A：棚橋弘至、真壁刀義、天山広吉、柴田勝頼、内藤哲也、飯伏幸太、矢野通、AJスタイルズ、ドク・ギャローズ、バッドラック・ファレ - B：後藤洋央紀、永田裕志、小島聡、本間朋晃、オカダ・カズチカ、中邑真輔、石井智宏、カール・アンダーソン、高橋裕二郎、マイケル・エルガン |
| 第25回 | - 2015年7月20日 - 8月16日 - 20名による2ブロック・リーグ戦で開催された。史上最多の全19大会でAブロック公式戦、Bブロック公式戦を交互に行う。中邑が途中左腕の負傷で公式戦1試合を含む3大会を欠場した（その後復帰。）。両国国技館3連戦。棚橋が8年ぶり2度目の優勝を飾った。 | |
| 第26回 | ケニー・オメガ | - A：棚橋弘至、真壁刀義、小島聡→天山広吉、オカダ・カズチカ、石井智宏、後藤洋央紀、バッドラック・ファレ、タマ・トンガ、SANADA、丸藤正道 - B：柴田勝頼、永田裕志、本間朋晃、マイケル・エルガン、矢野通、YOSHI-HASHI、内藤哲也、EVIL、ケニー・オメガ、中嶋勝彦 |
| 第26回 | 後藤洋央紀 | - A：棚橋弘至、真壁刀義、小島聡→天山広吉、オカダ・カズチカ、石井智宏、後藤洋央紀、バッドラック・ファレ、タマ・トンガ、SANADA、丸藤正道 - B：柴田勝頼、永田裕志、本間朋晃、マイケル・エルガン、矢野通、YOSHI-HASHI、内藤哲也、EVIL、ケニー・オメガ、中嶋勝彦 |
| 第26回 | - 2016年7月18日 - 8月14日 - 20名による2ブロック・リーグ戦で開催され、開幕前に小島が天山に出場権を譲渡した。オメガが外国人選手として初優勝を飾った。両国国技館3連戦。 | |
| 第27回 | 内藤哲也 | - A：棚橋弘至、真壁刀義、永田裕志、飯伏幸太、後藤洋央紀、石井智宏、YOSHI-HASHI、内藤哲也、バッドラック・ファレ、ザック・セイバーJr. - B：小島聡、マイケル・エルガン、ジュース・ロビンソン、オカダ・カズチカ、矢野通、SANADA、EVIL、ケニー・オメガ、タマ・トンガ、鈴木みのる |
| 第27回 | ケニー・オメガ | - A：棚橋弘至、真壁刀義、永田裕志、飯伏幸太、後藤洋央紀、石井智宏、YOSHI-HASHI、内藤哲也、バッドラック・ファレ、ザック・セイバーJr. - B：小島聡、マイケル・エルガン、ジュース・ロビンソン、オカダ・カズチカ、矢野通、SANADA、EVIL、ケニー・オメガ、タマ・トンガ、鈴木みのる |
| 第27回 | - 2017年7月17日 - 8月13日 - 20名による2ブロック・リーグ戦で開催。両国国技館3連戦。内藤がオメガの連覇を阻止し、4年ぶり2度目のG1制覇を決めた。 | |
| 第28回 | 棚橋弘至 | - A：棚橋弘至、真壁刀義、マイケル・エルガン、オカダ・カズチカ、ジェイ・ホワイト、YOSHI-HASHI、バッドラック・ファレ、ハングマン・ペイジ、EVIL、鈴木みのる - B：ジュース・ロビンソン、後藤洋央紀、石井智宏、矢野通、ケニー・オメガ、飯伏幸太、タマ・トンガ、内藤哲也、SANADA、ザック・セイバーJr. |
| 第28回 | 飯伏幸太 | - A：棚橋弘至、真壁刀義、マイケル・エルガン、オカダ・カズチカ、ジェイ・ホワイト、YOSHI-HASHI、バッドラック・ファレ、ハングマン・ペイジ、EVIL、鈴木みのる - B：ジュース・ロビンソン、後藤洋央紀、石井智宏、矢野通、ケニー・オメガ、飯伏幸太、タマ・トンガ、内藤哲也、SANADA、ザック・セイバーJr. |
| 第28回 | - 2018年7月14日 - 8月12日 - 20名による2ブロック・リーグ戦で開催。国技館が改修工事のため優勝戦などは武道館3連戦。棚橋が決勝戦で飯伏と35分の熱闘の末に下して3年ぶり3度目のG1制覇を果たした。 - オフィシャルテーマソング／MAN WITH A MISSION「Break the Contradictions」 | |
| 第29回 | 飯伏幸太 | - A：棚橋弘至、飯伏幸太、オカダ・カズチカ、ウィル・オスプレイ、EVIL、SANADA、バッドラック・ファレ、ザック・セイバーJr.、ランス・アーチャー、KENTA - B：ジュース・ロビンソン、石井智宏、矢野通、後藤洋央紀、ジェフ・コブ、ジョン・モクスリー、内藤哲也、鷹木信悟、ジェイ・ホワイト、タイチ |
| 第29回 | ジェイ・ホワイト | - A：棚橋弘至、飯伏幸太、オカダ・カズチカ、ウィル・オスプレイ、EVIL、SANADA、バッドラック・ファレ、ザック・セイバーJr.、ランス・アーチャー、KENTA - B：ジュース・ロビンソン、石井智宏、矢野通、後藤洋央紀、ジェフ・コブ、ジョン・モクスリー、内藤哲也、鷹木信悟、ジェイ・ホワイト、タイチ |
| 第29回 | - 2019年7月6日 - 8月12日 - 20名による2ブロック・リーグ戦で開催。開幕は初の海外開催となったアメリカン・エアラインズ・センター。前年同様優勝戦などは武道館3連戦。前回大会準優勝に終わった飯伏が念願の初優勝を飾った。 - オフィシャルテーマソング／LOW IQ 01「Shine」 | |
| 第30回 | 飯伏幸太 | - A：飯伏幸太、ジェフ・コブ、オカダ・カズチカ、石井智宏、ウィル・オスプレイ、鷹木信悟、鈴木みのる、タイチ、ジェイ・ホワイト、高橋裕二郎 - B：棚橋弘至、ジュース・ロビンソン、後藤洋央紀、矢野通、YOSHI-HASHI、内藤哲也、SANADA、ザック・セイバーJr.、KENTA、EVIL |
| 第30回 | SANADA | - A：飯伏幸太、ジェフ・コブ、オカダ・カズチカ、石井智宏、ウィル・オスプレイ、鷹木信悟、鈴木みのる、タイチ、ジェイ・ホワイト、高橋裕二郎 - B：棚橋弘至、ジュース・ロビンソン、後藤洋央紀、矢野通、YOSHI-HASHI、内藤哲也、SANADA、ザック・セイバーJr.、KENTA、EVIL |
| 第30回 | - 2020年9月19日 - 10月18日 - 20名による2ブロック・リーグ戦で開催。開幕は大阪府立体育会館。 - 五輪等の関係で秋開催。前年まで横浜文体で開催していた横浜大会が横浜武道館に変更。優勝戦などは国技館3連戦。 - 新型コロナウイルス感染拡大防止の為、公式戦が行われないブロックの選手は大会自体に出場しない。飯伏が蝶野、天山に続く史上3人目のG1連覇を達成した。 | |
| 第31回 | オカダ・カズチカ | - A：飯伏幸太、石井智宏、矢野通、鷹木信悟、内藤哲也、ザック・セイバーJr.、グレート-O-カーン、KENTA、タンガ・ロア、高橋裕二郎 - B：棚橋弘至、オカダ・カズチカ、後藤洋央紀、YOSHI-HASHI、SANADA、タイチ、ジェフ・コブ、EVIL、タマ・トンガ、チェーズ・オーエンズ |
| 第31回 | 飯伏幸太 | - A：飯伏幸太、石井智宏、矢野通、鷹木信悟、内藤哲也、ザック・セイバーJr.、グレート-O-カーン、KENTA、タンガ・ロア、高橋裕二郎 - B：棚橋弘至、オカダ・カズチカ、後藤洋央紀、YOSHI-HASHI、SANADA、タイチ、ジェフ・コブ、EVIL、タマ・トンガ、チェーズ・オーエンズ |
| 第31回 | - 2021年9月18日 - 10月21日 - 開幕は大阪府立体育会館。 - 前年に続き五輪等の関係で秋開催。優勝戦など武道館2連戦。 - 昨年同様、公式戦が行われないブロックの選手は大会自体に出場しない。 - 新型コロナウイルス感染拡大防止の水際対策により日本への入国が制限されたため、一部の外国人選手（ザック、コブ、タマ、タンガ、オーエンズ）を除く外国人選手は不参加。 - 内藤哲也が初戦のザック戦で左膝側側副靭帯損傷、半月板損傷により残りの公式戦8戦を欠場。優勝決定戦では飯伏が右肩脱臼によりレフェリーストップ。オカダが7年ぶり3度目の優勝を果たした。 - オフィシャルテーマソング/JAM project「Max the Max」 | |
| 第32回 | オカダ・カズチカ | - A：オカダ・カズチカ、矢野通、トム・ローラー、ジョナ、ジェフ・コブ、ランス・アーチャー、バッドラック・ファレ - B：石井智宏、タマ・トンガ、SANADA、タイチ、グレート-O-カーン、ジェイ・ホワイト、チェーズ・オーエンズ - C：棚橋弘至、後藤洋央紀、内藤哲也、ザック・セイバーJr.、アーロン・ヘナーレ、KENTA、EVIL - D：YOSHI-HASHI、デビッド・フィンレー、鷹木信悟、ウィル・オスプレイ、ジュース・ロビンソン、エル・ファンタズモ、高橋裕二郎                               |
| 第32回 | ウィル・オスプレイ | - A：オカダ・カズチカ、矢野通、トム・ローラー、ジョナ、ジェフ・コブ、ランス・アーチャー、バッドラック・ファレ - B：石井智宏、タマ・トンガ、SANADA、タイチ、グレート-O-カーン、ジェイ・ホワイト、チェーズ・オーエンズ - C：棚橋弘至、後藤洋央紀、内藤哲也、ザック・セイバーJr.、アーロン・ヘナーレ、KENTA、EVIL - D：YOSHI-HASHI、デビッド・フィンレー、鷹木信悟、ウィル・オスプレイ、ジュース・ロビンソン、エル・ファンタズモ、高橋裕二郎                               |
| 第32回 | - 2022年7月16日 - 8月18日 - 28名による4ブロック・リーグ戦＋決勝トーナメントで開催。開幕はきたえーる。前年同様優勝戦などは武道館3連戦。22年振りとなる4ブロック・リーグ戦開催。オカダが蝶野、天山、飯伏に続く史上4人目のG1連覇を達成した。 | |
| 第33回 | 内藤哲也 | - A：SANADA、海野翔太、成田蓮、辻陽太、ヒクレオ、チェーズ・オーエンズ、ゲイブ・キッド、清宮海斗 - B：オカダ・カズチカ、YOSHI-HASHI、タンガ・ロア、エル・ファンタズモ、タイチ、ウィル・オスプレイ、グレート-O-カーン、KENTA - C：タマ・トンガ、鷹木信悟、石井智宏、マイキー・ニコルス、HENARE、エディ・キングストン、EVIL、デビッド・フィンレー - D：内藤哲也、棚橋弘至、アレックス・コグリン、シェイン・ヘイスト、ジェフ・コブ、後藤洋央紀、矢野通、ザック・セイバーJr. |
| 第33回 | オカダ・カズチカ | - A：SANADA、海野翔太、成田蓮、辻陽太、ヒクレオ、チェーズ・オーエンズ、ゲイブ・キッド、清宮海斗 - B：オカダ・カズチカ、YOSHI-HASHI、タンガ・ロア、エル・ファンタズモ、タイチ、ウィル・オスプレイ、グレート-O-カーン、KENTA - C：タマ・トンガ、鷹木信悟、石井智宏、マイキー・ニコルス、HENARE、エディ・キングストン、EVIL、デビッド・フィンレー - D：内藤哲也、棚橋弘至、アレックス・コグリン、シェイン・ヘイスト、ジェフ・コブ、後藤洋央紀、矢野通、ザック・セイバーJr. |
| 第33回 | - 2023年7月15日 - 8月13日 - 史上最多となる32名による4ブロック・リーグ戦＋決勝トーナメントで開催。他団体の日本人選手のエントリーは7大会ぶり。前年同様開幕はきたえーる2連戦。優勝戦などは国技館2連戦。リーグ戦の試合時間は例年の30分一本勝負から20分一本勝負に短縮。内藤がオカダの3連覇を阻止し、6年ぶり3度目の優勝を果たした。 | |
| 第34回 | ザック・セイバーJr. | - A：海野翔太、内藤哲也、鷹木信悟、SANADA、グレート-O-カーン、ザック・セイバーJr.、ゲイブ・キッド、ジェイク・リー、EVIL、カラム・ニューマン - B：エル・ファンタズモ、後藤洋央紀、辻陽太、上村優也、ジェフ・コブ、HENARE、デビッド・フィンレー、成田蓮、KONOSUKE TAKESHITA、ボルチン・オレッグ |
| 第34回 | 辻陽太 | - A：海野翔太、内藤哲也、鷹木信悟、SANADA、グレート-O-カーン、ザック・セイバーJr.、ゲイブ・キッド、ジェイク・リー、EVIL、カラム・ニューマン - B：エル・ファンタズモ、後藤洋央紀、辻陽太、上村優也、ジェフ・コブ、HENARE、デビッド・フィンレー、成田蓮、KONOSUKE TAKESHITA、ボルチン・オレッグ |
| 第34回 | - 2024年7月20日 - 8月18日 - 本戦は20名による2ブロック・リーグ戦＋優勝決定トーナメント（ステップラダー方式）で開催。 - 本戦開催前シリーズにて、A･Bブロック各残り1枠をかけて、各ブロック6名ずつによる出場者決定トーナメント（ステップラダー方式）を開催。勝ち上がったカラム・ニューマンがAブロック、ボルチン・オレッグがBブロックに出場した。 - 開幕戦は大阪府立体育会館。優勝戦などは国技館2連戦。 - 上村が腕の負傷により最終公式戦を欠場した。 - ザックがケニー・オメガ以来8年ぶり2人目の外国人優勝を果たした。 | |
| 第35回 | KONOSUKE TAKESHITA | - A：ボルチン・オレッグ、上村優也、辻陽太、デビッド・フィンレー、EVIL、SANADA、棚橋弘至、カラム・ニューマン、大岩陵平、タイチ - B：エル・ファンタズモ、海野翔太、鷹木信悟、ザック・セイバーJr.、グレート-O-カーン、ゲイブ・キッド、成田蓮、KONOSUKE TAKESHITA、ドリラ・モロニー、YOSHI-HASHI |
| 第35回 | EVIL | - A：ボルチン・オレッグ、上村優也、辻陽太、デビッド・フィンレー、EVIL、SANADA、棚橋弘至、カラム・ニューマン、大岩陵平、タイチ - B：エル・ファンタズモ、海野翔太、鷹木信悟、ザック・セイバーJr.、グレート-O-カーン、ゲイブ・キッド、成田蓮、KONOSUKE TAKESHITA、ドリラ・モロニー、YOSHI-HASHI |
| 第35回 | - 2025年7月19日 - 8月17日 - 本戦は20名による2ブロック・リーグ戦＋決勝トーナメント（ステップラダー方式）で開催。 - 本戦開催前シリーズにて、A･Bブロック各残り2枠をかけた出場者決定戦を4試合実施。勝利したカラム、大岩がAブロック、モロニー、YOSHI-HASHIがBブロックにそれそれ出場。 - 当初は後藤洋央紀がAブロックにエントリーしていたが、右肘負傷により欠場する事となり、出場者決定戦の敗者4名により7月6日の後楽園ホール大会にて行われた出場者決定ガントレットマッチを制したタイチが出場する事となった。 - 開幕は札幌2連戦。国技館改修のため優勝戦などは有明2連戦。大阪府立体育会館が長期改修のため大和アリーナと大阪国際見本市会場で、愛知県体育館閉鎖のため名古屋市国際展示場でそれぞれ代替開催。 - ゲイブが右膝の負傷により、開幕戦以降の全戦を欠場、不戦敗となった。 - TAKESHITAが他団体所属選手として初の優勝を果たした（ただし、TAKESHITAは新日本プロレス所属でもあった）。 | |

## 主な記録
（2025年現在）
- 最多出場 - 23回：棚橋弘至（2002年 - 2023年、2025年）
- 最多連続出場 - 22年：棚橋弘至（2002年 - 2023年）
- 最多通算勝利[注 3] - 101勝（73敗8分）：棚橋弘至
- 最多優勝 - 5回：蝶野正洋（1991年、1992年、1994年、2002年、2005年）
- 最多連続優勝 - 2大会連続：蝶野正洋（1991年 - 1992年）、天山広吉（2003年 - 2004年）、飯伏幸太（2019年 - 2020年）、オカダ・カズチカ（2021年 - 2022年）
- 最多準優勝 - 3回：武藤敬司（1991年、1999年、2001年） 、中邑真輔（2009年、2014年、2015年）、棚橋弘至（2004年、2010年、2013年）
- 最多連続優勝決定戦進出 - 4年連続 ：飯伏幸太（2018年 - 2021年）
- 全勝優勝 - 長州力（1996年：リーグ戦＋優勝決定戦。不戦勝含む）、天山広吉（2006年：リーグ戦＋決勝トーナメント）
- IWGP世界ヘビー級王者、IWGPヘビー級王者の優勝 - 武藤敬司（1995年）、佐々木健介（2000年）
- IWGPタッグ王者の優勝 - 蝶野正洋（2002年）、天山広吉（2006年）
- 外国人出場者の優勝 - ケニー・オメガ（2016年）、ザック・セイバーJr.（2024年）
- 新日本プロレス所属ではない選手の優勝 - 小島聡（2010年：当時フリー）
- 他団体所属選手の優勝 - KONOSUKE TAKESHITA（2025年：DDT・AEW・新日本兼任所属）
- 初出場初優勝（第2回以降）-  後藤洋央紀（2008年）、オカダ・カズチカ（2012年）、ケニー・オメガ（2016年）
- 最年長優勝 - 44歳8ヶ月：長州力（1996年）
- 最年少優勝 - 24歳9ヶ月：オカダ・カズチカ（2012年）
- 最短キャリアでの優勝 - 5年1ヶ月： 後藤洋央紀（2008年：2003年7月デビュー）
- G1 CLIMAX 、NEW JAPAN CUPの両方優勝 - 永田裕志（2001年）、棚橋弘至（2007年、2015年、2018年）、後藤洋央紀（2008年）、中邑真輔（2011年）、オカダ・カズチカ（2012年、2014年、2021年、2022年）、内藤哲也（2013年、2017年、2023年）、飯伏幸太（2019年、2020年）、ザック・セイバーJr.（2024年）
- G1 CLIMAX、BEST OF THE SUPER Jr.の両方優勝 - 飯伏幸太（2019年、2020年）

## 最終日での出来事
- 翌年の1.4東京ドーム大会の開催発表が行われるのが恒例となっている。
- 大会後には打ち上げパーティーが行われており、限定100名のオフィシャルファンクラブ「Team NJPW」会員が参加することが出来る。
- 1991年に蝶野が優勝した際、リング上に大量の座布団が投げられたため、以後プロレス興行では座布団の使用が禁止されている[注 4]。
- 優勝決定戦で先に入場した選手が優勝したのは、1991年の蝶野、2008年の後藤、2010年の小島、2011年の中邑、2012年・2014・2021年のオカダ、2013年・2017年・2023年の内藤、2016年のオメガ。
- 1993年の優勝決定戦は最終日前日の8月7日に行われており、最終日はメインで橋本が天龍源一郎とシングルマッチを行ったが敗れた。
- 1995年に優勝した武藤に副賞として贈呈されたガウンは、東京都にあるプロレスショップ「バトルロイヤル」で展示されていた。
- 1999年、2001年 - 2003年は、ワールドプロレスリングのスペシャル特番として夕方から地上波で生放送していたが、2006年からは、スカパー!プレミアムサービス（当時スカイパーフェクTV!）のペイ・パー・ビューで生放送されており、さらに2012年から2016年までは当日深夜に地上波で放送している「GET SPORTS」枠内でも放送された。
- 過去の大会での優勝実積のある選手同士で優勝戦が行われたのは、2000年の健介-中西戦、2014年の中邑-オカダ戦、2015年の棚橋-中邑戦、2017年のケニー-内藤戦、2021年の飯伏-オカダ戦、2023年のオカダ-内藤戦
- 2年連続で優勝戦進出を果たしたのは、連続優勝を果たした蝶野と天山と飯伏とオカダを除くと、1999年と2000年の中西、2008年と2009年の真壁、2014年と2015年の中邑、2016年と2017年のケニー。
- 2004年に優勝した天山に副賞のGM社「キャデラック」が贈呈されて、同期の金本浩二が同乗して国技館周辺を優勝パレードした。
- 2012年には桜庭和志が柴田と共にリング上に現れ、新日本への参戦を表明した[9]。
- 2015年の大会で優勝した棚橋がセレモニーの最中に興奮して優勝旗を振り回し、旗竿を折ってしまった。
- 2019年に飯伏が優勝したことによって史上初のG1 CLIMAXとBEST OF THE SUPER Jr.の両方の覇者となった。
- 2021年大会の第4試合開始前にザックと柴田のグラップリングルールによる5分間のスペシャルエキシビションマッチが行われた[10]。

## WRESTLE KINGDOMのメインイベント挑戦権利証
2012年から毎年G1の優勝者には翌年1月4日に開催される東京ドーム大会「WRESTLE KINGDOM」のメインイベント（IWGPヘビー級選手権試合）での挑戦権利証が『挑戦者記入欄を無記入とした状態』で贈呈されることとなった。
権利証を贈呈されたG1優勝者には残りの半年間、その権利証を狙う挑戦者を相手に防衛戦となる挑戦権利証争奪戦を課せられることとなり、「勝利すれば権利証保持者のまま次の挑戦権利証争奪戦に、敗北すれば挑戦権は移動」の繰り返しを行い、年末のビッグイベント終了時 に権利証の挑戦者欄に権利証保持者の名前が記入され、「東京ドーム大会のメインイベントの挑戦者」 として正式に選ばれることとなる。なお2019年までは権利証保持者が挑戦権利証争奪戦に敗北して挑戦権が移動した例は一度もなかったが、2020年に飯伏幸太がジェイ・ホワイトに敗れ初の挑戦権移動となった。「WRESTLE KINGDOM」で権利証保持者が王座に挑戦する前に王座が移動した例は、2014年と2020年の2例。また、2018年までは権利証保持者が「WRESTLE KINGDOM」で勝利した事がなかったが、2018年優勝の棚橋弘至が翌年の「WRESTLE KINGDOM」でケニー・オメガから勝利し、このジンクスは破られた。
2022年に優勝したオカダ・カズチカは、従来の挑戦権利証争奪戦を行わず、直接「WRESTLE KINGDOM」でのIWGP世界ヘビー級王座挑戦を求めた。これが認められたため、以降の権利証制度は廃止された。
2023年に優勝した内藤哲也は、新日本プロレスから翌年の「WRESTLE KINGDOM」でのIWGP世界ヘビー級王座挑戦の正式なアナウンスが行われないことに対してしびれを切らし権利証を自作、9月24日にG1の雪辱戦として行われるジェフ・コブとのスペシャルシングルマッチで敗れた場合、「WRESTLE KINGDOM」での挑戦権をコブに譲ることを示唆した。優勝から1か月以上経った9月19日に内藤の王座挑戦が正式に発表されたが、これに内藤は不満を露わにし、コブに敗れた場合、挑戦を辞退して挑戦権をコブに譲ることを明言し、コブも同調した。その後、内藤が敗れた場合は挑戦者がコブに変更されることを新日本プロレスが発表し、内藤対コブのスペシャルシングルマッチは事実上の挑戦権利証争奪戦となった。試合は内藤が勝利し、「WRESTLE KINGDOM」での王座挑戦を確実にしている。